# Avocatul din limuzină (film)
Avocatul din limuzină (în original, The Lincoln Lawyer) este o dramă polițistă americană produsă în 2011 ca o adaptare a romanului cu același nume de Michael Connelly. Filmul regizat de Brad Furman are în rolurile principale pe Matthew McConaughey, Ryan Phillippe și Marisa Tomei.

## Distribuție
- Matthew McConaughey în rolul lui Mickey Haller
- Ryan Phillippe în rolul lui Louis Roulet
- Marisa Tomei în rolul lui Margaret McPherson
- William H. Macy în rolul lui Frank Levin
- Michaela Conlin în rolul detectivului Heidi Sobel
- Josh Lucas în rolul lui Ted Minton
- Margarita Levieva în rolul lui Regina Campo
- Laurence Mason în rolul lui Earl
- Frances Fisher în rolul lui Mary Windsor
- John Leguizamo în rolul lui Val Valenzuela
- Michael Peña în rolul lui Jesus Martinez
- Bob Gunton în rolul lui Cecil Dobbs
- Katherine Moennig în rolul lui Gloria
- Reggie Baker în rolul judecătorului Fullbright
- Mackenzie Aladjem în rolul lui Hayley Haller
- Bryan Cranston în rolul detectivului Lankford
- Michael Paré în rolul detectivului Kurlen
- Pell James în rolul lui Lorna Taylor
- Shea Whigham în rolul lui DJ Corliss